# Alexandria (Dakota del Sud)
Alexandria és una població dels Estats Units a l'estat de Dakota del Sud. Segons el cens del 2000 tenia 563 habitants.

## Demografia
Segons el cens del 2000, Alexandria tenia 563 habitants, 234 habitatges, i 146 famílies. La densitat de població era de 402,5 habitants per km².
Dels 234 habitatges en un 32,5% hi vivien nens de menys de 18 anys, en un 58,5% hi vivien parelles casades, en un 3,4% dones solteres, i en un 37,2% no eren unitats familiars. En el 34,2% dels habitatges hi vivien persones soles el 20,1% de les quals corresponia a persones de 65 anys o més que vivien soles. El nombre mitjà de persones vivint en cada habitatge era de 2,41 i el nombre mitjà de persones que vivien en cada família era de 3,15.
Per edats la població es repartia de la següent manera: un 27,5% tenia menys de 18 anys, un 7,5% entre 18 i 24, un 27,5% entre 25 i 44, un 20,4% de 45 a 60 i un 17,1% 65 anys o més.
L'edat mediana era de 38 anys. Per cada 100 dones de 18 o més anys hi havia 94,3 homes.
La renda mediana per habitatge era de 31.875 $ i la renda mediana per família de 45.333 $. Els homes tenien una renda mediana de 30.500 $ mentre que les dones 19.500 $. La renda per capita de la població era de 16.120 $. Entorn del 2,8% de les famílies i el 6,2% de la població estaven per davall del llindar de pobresa.

## Poblacions més properes
El següent diagrama mostra les poblacions més properes.